# Ifs (Calvados)
Ifs – miejscowość i gmina we Francji, w regionie Normandia, w departamencie Calvados.
Według danych na rok 1990 gminę zamieszkiwały 6974 osoby, a gęstość zaludnienia wynosiła 770 osób/km² (wśród 1815 gmin Dolnej Normandii Ifs plasuje się na 22. miejscu pod względem liczby ludności, natomiast pod względem powierzchni na miejscu 567.).